# Sarah Teelow
Sarah Rachel Teelow (* 30. August 1993 in Portland, Victoria; † 25. November 2013 in St Leonards, New South Wales) war eine australische Wasserskirennläuferin.

## Leben
Teelow wurde 1993 als Tochter der Wasserskirennläuferin Tania Williams und des Neuseeländers Chris Teelow in Portland im Bundesstaat Victoria geboren. Ihre Mutter gewann unter ihrem Mädchennamen Tania Williams von 1984 bis 1989 die Australische Wasserski-Meisterschaft. Sarah Teelow besuchte das St. Johns College in Dubbo City, bevor sie 2012 ein Kinesiologie-Studium an der University of Technology, Sydney begann. Teelow lebte bis zu ihrem Tod in Wellington, New South Wales.

### Sportkarriere
Teelow startete 2007 als 13-Jährige ihre Wasserski-Karriere bei einem nationalen Wettbewerb am Burrendong Dam, bevor sie zwei Jahre später das erste Mal an einer Weltmeisterschaft teilnahm. Bei dem Wettkampf in Belgien wurde sie als Neuling gleich Vierte. Es folgten in den nachfolgenden Jahren Wettkämpfe in den USA, Österreich, Belgien, Großbritannien, Spanien, Deutschland und Italien, bevor Teelow im September 2013 bei den World Waterski Racing Championships auf den Kanarischen Inseln in Spanien den Formula Two Wasser-Ski-Weltmeistertitel gewann. Sie trat damit in die Fußstapfen ihrer Mutter Tania Teelow, die 2007 den Weltmeisterschaftstitel gewonnen hatte.

### Tod
Teelow verunglückte am 24. November 2013 bei den Bridge-to-Bridge Classic's mit ihren Wasserskiern auf dem Hawkesbury River nördlich von Sydney. Nach ihrem Sturz wurde sie geborgen und in das Royal North Shore Hospital in St Leonards, New South Wales geflogen, wo sie einen Tag später ihren Verletzungen erlag.